# Into the Sun – Im Netz der Yakuza
Into the Sun – Im Netz der Yakuza ist ein US-amerikanisch-japanischer Actionfilm aus dem Jahr 2005 mit Steven Seagal in der Rolle des CIA-Agenten Travis Hunter.

## Handlung
Der Gouverneur von Tokio wird brutal ermordet. Der Chef der Tokio-Abteilung der CIA schickt seinen besten Mann, Travis Hunter, um den Mord an dem Politiker aufzuklären. Travis, der in Japan aufgewachsen ist und dort die Kampftechniken von einem ehemaligen Yakuza-Kämpfer erlernt hat, kann seine alten Kontakte in die Szene nutzen und erfährt, dass zwischen den Alten und einem jungen Yakuza namens Kuroda ein Kampf um die Macht in der Yakuza entbrannt ist. Der ehrgeizige Kuroda will mit seiner Gang und der chinesischen Mafia ein großes Drogenkartell aufbauen. Hunter bleibt nur sehr wenig Zeit, um das Komplott zu verhindern, denn die Yakuza setzen Gewalt ein, um ihrem Ziel näherzukommen. Zahlreiche Morde auf beiden Seiten erschüttern Tokio. Hunter nimmt den Kampf mit dem Heer der Yakuza auf und kann sie zur Strecke bringen.

## Kritik
„Leicht durchschaubarer Actionfilm um Steven Seagal, der das von ihm Erwartete tut und einmal mehr einen schauspielerischen Offenbarungseid leistet, immerhin aber mit einem leidlich amüsanten Sidekick agieren darf.“

Ivo Ritzer zeigt in seiner Besprechung des Filmes den Helden als „metyphysischen Heros, ein radikaler Individualist, der gegen jede totalitäre Struktur opponiere“. Der Film sei allerdings „nach einer stilvollen Titelsequenz ein konventioneller yakuza eiga ohne große Actionanleihen.“

## Hintergrund
Der Film wurde am 19. April 2005 direkt auf DVD veröffentlicht. Am 11. November 2007 erschien er bei ProSieben als Free-TV-Premiere.